# Boston-Marathon 1980
Der Boston-Marathon 1980 war die 84. Ausgabe der jährlich stattfindenden Laufveranstaltung in Boston, Vereinigte Staaten. Der Marathon fand am 21. April 1980 statt.
Bei den Männern gewann Bill Rodgers in 2:12:11 h und bei den Frauen Jacqueline Gareau in 2:34:28 h.

## Ergebnisse

### Männer
| Platz | Athlet          | Land               | Zeit (h) |
| ----- | --------------- | ------------------ | -------- |
| 01    | Bill Rodgers    | Vereinigte Staaten | 2:12:11  |
| 02    | Marco Marchei   | Italien            | 2:13:20  |
| 03    | Ron Tabb        | Vereinigte Staaten | 2:14:48  |
| 04    | Mikhail Kousis  | Griechenland       | 2:16:03  |
| 05    | Paul Friedman   | Vereinigte Staaten | 2:16:46  |
| 06    | Benji Durden    | Vereinigte Staaten | 2:17:46  |
| 07    | Jaime White     | Vereinigte Staaten | 2:17:58  |
| 08    | Stephen Floto   | Vereinigte Staaten | 2:18:19  |
| 09    | Kevin Ryan      | Neuseeland         | 2:18:49  |
| 10    | Michael Pinocci | Vereinigte Staaten | 2:18:52  |

### Frauen
| Platz | Athletin            | Land                   | Zeit (h) |
| ----- | ------------------- | ---------------------- | -------- |
| 01    | Jacqueline Gareau   | Kanada                 | 2:34:28  |
| 02    | Patti Lyons         | Vereinigte Staaten     | 2:35:08  |
| 03    | Gillian Adams       | Vereinigtes Königreich | 2:39:17  |
| 04    | Laurie Binder       | Vereinigte Staaten     | 2:39:22  |
| 05    | Kathleen Samet      | Vereinigte Staaten     | 2:41:50  |
| 06    | Ellison Goodall     | Vereinigte Staaten     | 2:42:23  |
| 07    | Antoinette Bernhard | Vereinigte Staaten     | 2:44:40  |
| 08    | Debbie Eide         | Vereinigte Staaten     | 2:45:36  |
| 09    | Elaine Campo        | Vereinigte Staaten     | 2:46:44  |
| 10    | Kiki Sweigart       | Vereinigte Staaten     | 2:46:47  |

Zunächst wurde die US-Amerikanerin Rosie Ruiz mit dem Streckenrekord von 2:31,56 als Siegerin geführt. Sie wurde disqualifiziert, nachdem erhebliche Zweifel aufgekommen waren, dass sie den gesamten Lauf absolviert habe. Für den Wettbewerb hatte sie sich beim New-York-City-Marathon 1979 qualifiziert, bei dem im Nachhinein eine Zeugin bekundete, dass sie mit Ruiz während des Laufes in der U-Bahn gefahren sei.